# Hariton al Constantinopolului
Hariton Eugeneiotes (în greacă Χαρίτων Ευγενειώτης, transliterat: Chariton Eugeneiotes; n. secolul al XII-lea – d. 1179)  fost un cleric ortodox grec care a îndeplinit funcția de patriarh ecumenic al Constantinopolului între anii 1178 și 1179, în timpul domniei împăratului bizantin Manuel I Comnen.

## Biografie
Provenea din familia influentă Eugeneiotes și a fost călugăr și egumen al Mănăstirii „Sf. Gheorghe” din cartierul Mangana⁠(en)[traduceți] al Constantinopolului. A fost ales patriarh al Constantinopolului în anul 1178, după moartea predecesorului său, Mihail al III-lea. În timpul păstoririi sale a fost instituită funcția de protos (protoepistat) (în greacă Πρώτου, transliterat: Protou) al comunității monahale de pe Muntele Athos, căruia i-a fost încredințată responsabilitatea păstrării tradiției în statul monahal.
Durata păstoririi patriarhului Hariton este fixată în majoritatea cataloagelor de 11 luni. Există, totuși, câteva excepții: manuscrisul Paris. suppl. 1034 menționează 10 luni, iar Paris. suppl. 755 14 luni, aceste diferențe datorându-se, potrivit teologului și bizantinologului francez Venance Grumel (secretar al Revue des études byzantines și autor al unei cronologii a patriarhilor de Constantinopol), erorilor destul de frecvente ale copiștilor care au încurcat între ele literele alfabetului grecesc, în timp ce manuscrisul Laurentianus LIX 13 atribuie o durată de un an, ceea ce este evident o rotunjire. Începutul și sfârșitul păstoririi patriarhului Hariton sunt greu de fixat cu exactitate, deoarece nu s-a păstrat niciun document datat. Unele surse mai recente menționează că patriarhul Vasile al II-lea a păstorit în perioada martie 1177 – februarie 1178 (Dictionnaire de théologie catholique) sau în perioada 1177–1178 (listele lui Karl Krumbacher). Aceste perioade sunt însă eronate, deoarece ultimul act semnat de Mihail al III-lea datează din 2 septembrie 1177, iar, potrivit cercetărilor lui Grumel, sfârșitul păstoririi lui Mihail al III-lea are loc în martie 1178. În plus, primul act semnat de Teodosie I datează din 30 iulie 1179. Din coroborarea informațiilor incluse în toate aceste surse istorice, Venance Grumel consideră că păstorirea lui Hariton a început după martie 1178 și s-ar fi încheiat înainte de 30 iulie 1179, adică durata patriarhatului lui Hariton ar fi martie/august 1178 – februarie/30 iulie 1179.
Patriarhul Hariton a murit la 11 luni de la alegere, în anul 1179.